# Tavernaro
Tavernaro è una frazione della città di Trento da cui dista circa 3 chilometri. Essa si trova a sud-ovest della frazione di Villamontagna e nord-est da quella di Cognola.
Assieme a Bergamini, Cognola, Maderno, Martignano, Moià, Montevaccino, San Donà di Cognola, San Vito di Cognola, Villamontagna e Zell forma la circoscrizione amministrativa numero 6 di Argentario di Trento.

## Architetture

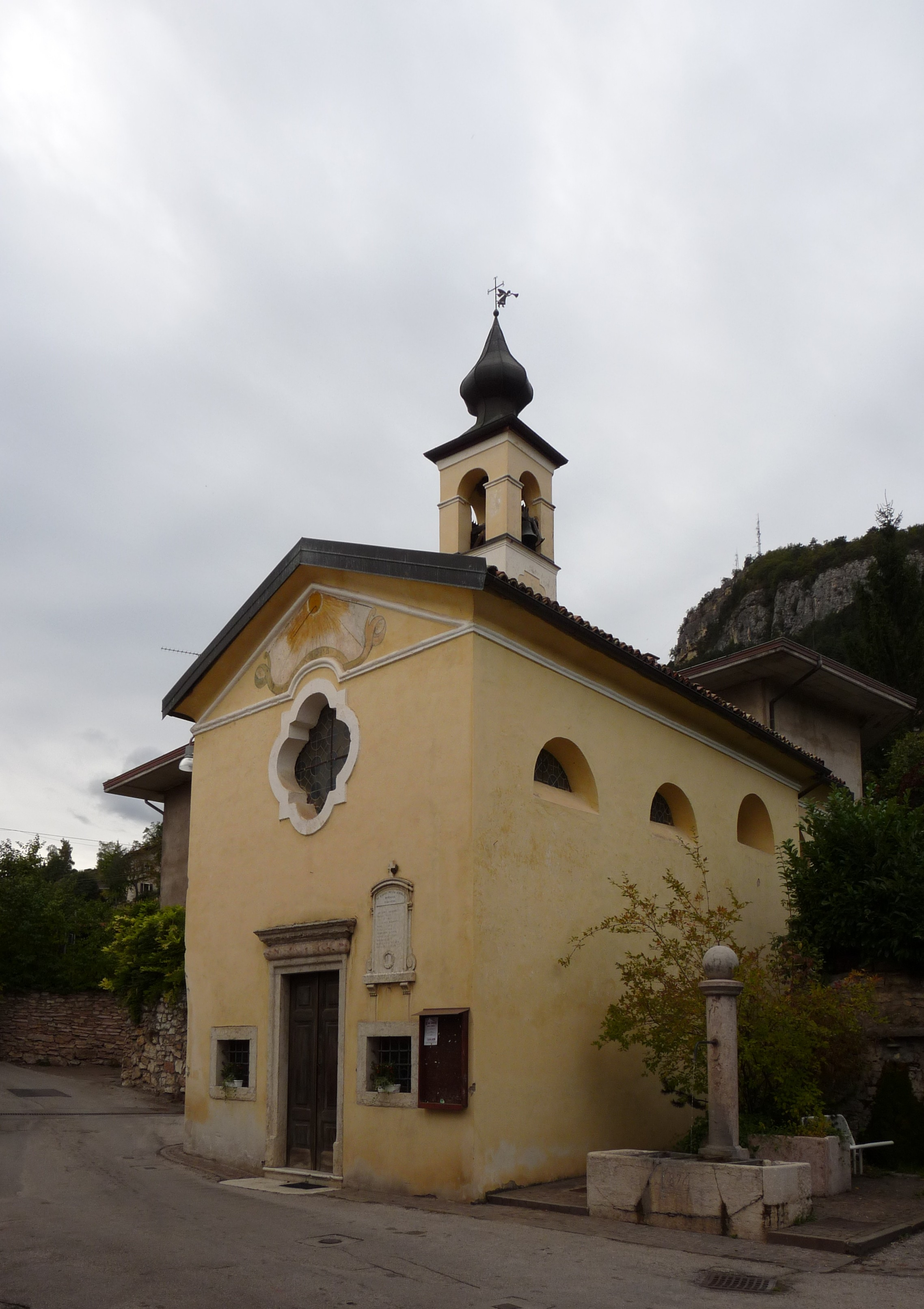
Chiesa dedicata ai Santi Fabiano e Sebastiano

A Tavernaro vi si trova una piccola chiesetta dedicata ai Santi Fabiano e Sebastiano.

## Popolazione
Tavernaro conta 744 abitanti, di cui 389 uomini e 355 donne.

## Sport
Dal 1º giugno 2000 esiste a Tavernaro il gruppo sportivo con una squadra di calcio a 5.